# Schanginia aegyptiaca
Schanginia aegyptiaca là loài thực vật có hoa thuộc họ Dền. Loài này được (Hasselq.) Aellen miêu tả khoa học đầu tiên năm 1964.